# Kapoen

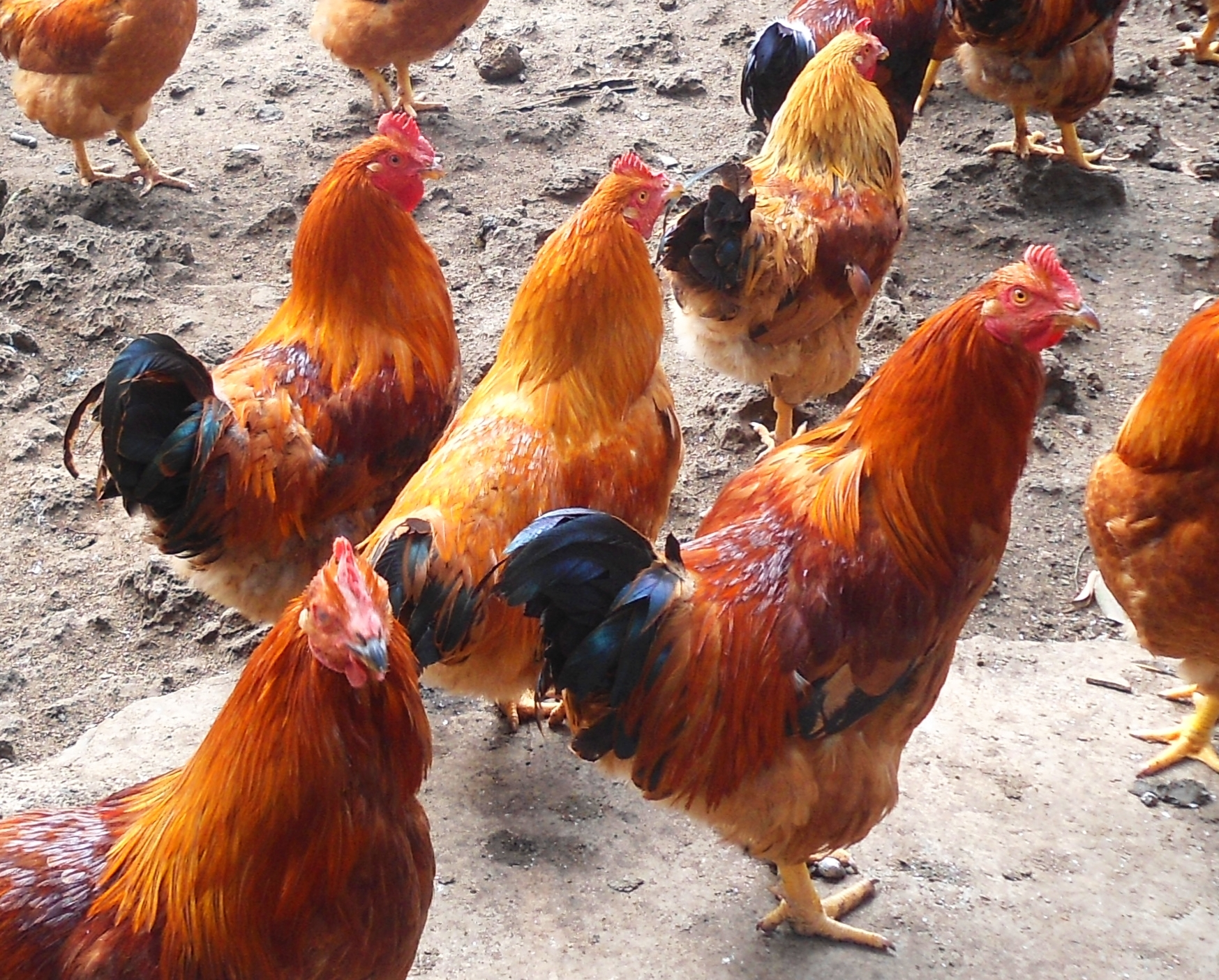
Kapoenen in Hainan, China

Een kapoen is een gecastreerde haan. Omdat de castratie tot gewichtstoename en gestegen malsheid van het vlees leidt, worden kapoenen hoofdzakelijk voor de productie van delicaat kippenvlees gebruikt.

## Geschiedkundige achtergrond

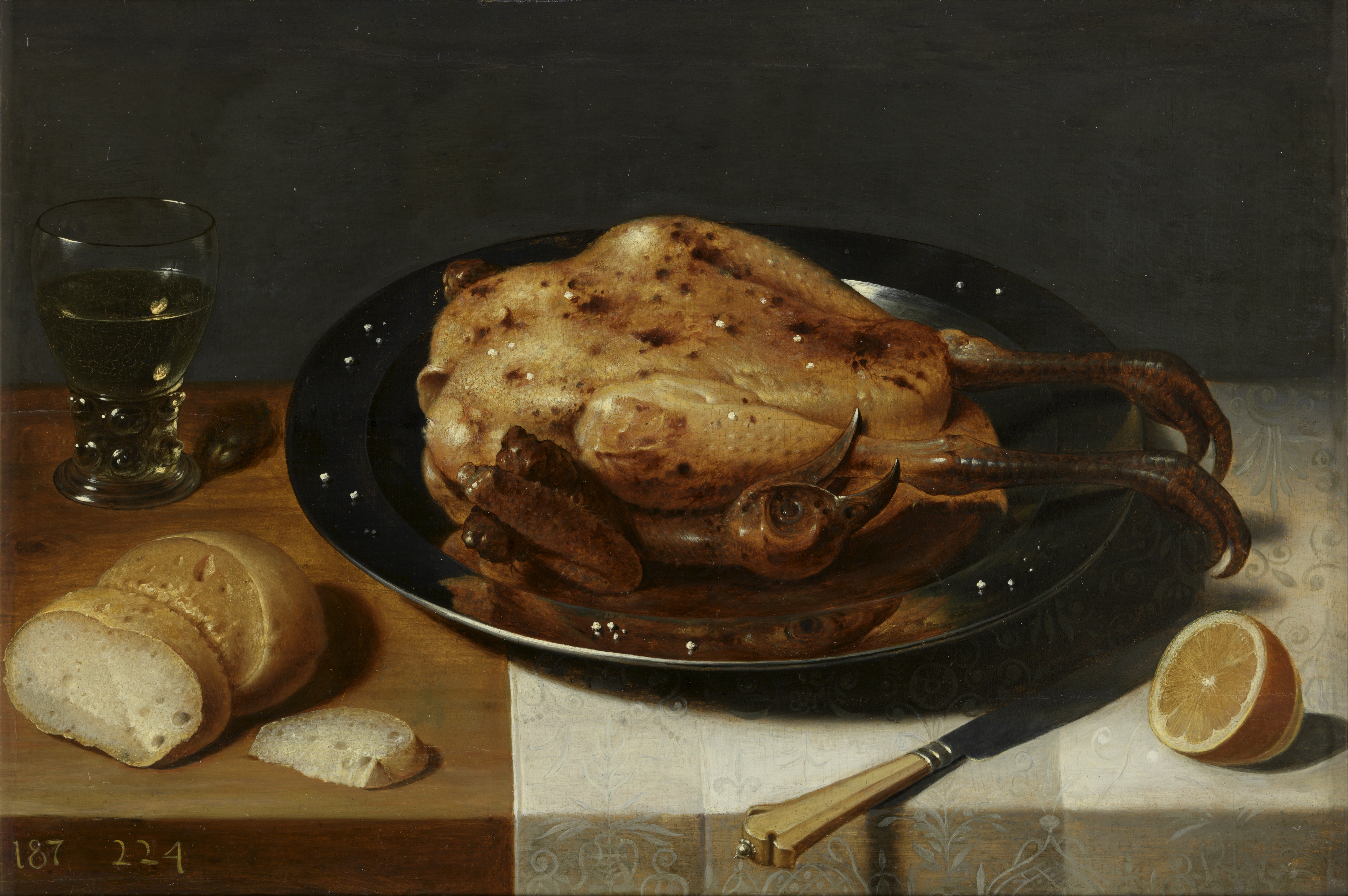
Stilleven van David Rijckaert met opgediende kapoen (ca. 1616)

De eerste historische vermelding van kapoenen wordt omstreeks 162 v. Chr. gevonden. Nadat in Rome het vetmesten van hennen per wet (Lex faunia) verboden werd, begon men met het castreren van hanen, waarbij zich het gewicht van de dieren verdubbeld zou hebben.
De kapoen (capuijn) was gedurende de middeleeuwen een veelgebruikt betaal- en ruilmiddel. Zo werd de cijns aanvankelijk vaak uitgedrukt in kapoenen. Opvallend is het Italiaanse gebruik een kapoen aan de dorpspriester aan te bieden. Ook in Limburg was het gebruikelijk kapoenen aan het kapittel aan te bieden, als deel van de jaarlijkse schatting. Deze kapoenen werden door de kanunniken tijdens het kerstfeest genuttigd.

## Wettelijke definities en richtlijnen
In Nederland en België is de castratie van hanen verboden, in verschillende andere Europese landen echter toegestaan. De verkoop van kapoenen is evenwel in heel Europa gepermitteerd.
Volgens de EU-definitie moet een kapoen een dier zijn dat is gecastreerd voor de seksuele volwassenheid en na de castratie minimaal 77 dagen is vetgemest. Volgens Amerikaanse richtlijnen uit 1922 moeten de dieren worden gecastreerd tussen de 6 en de 18 weken (gewicht 500 tot 1500 gram, afhankelijk van het ras). Het slachtgewicht kon 5500 gram bedragen. Er is in de jaren 50 van de twintigste eeuw ook gebruikgemaakt van chemische castratie door middel van oestrogeenpellets ingebracht onder de huid van de nek, maar deze praktijk is inmiddels verboden.

## Castratie van de haan

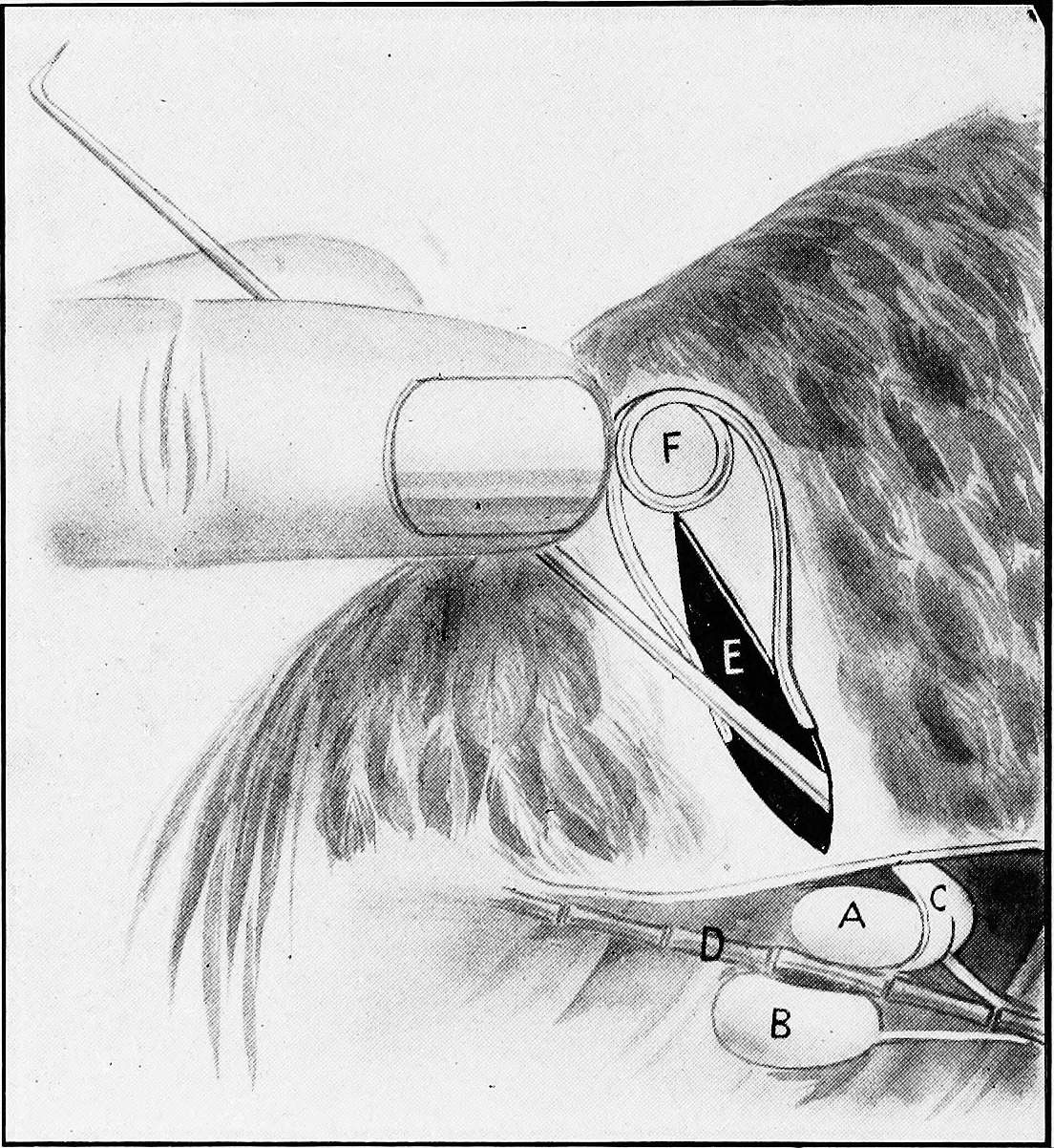
De positie van de teelballen en een castratiemethode met haakje. (A: rechter testikel; B: linker testikel; C: haakje; D: ruggengraat; E: snede; F. spreider)

De castratie bij hanen heet "kapoeneren". In de middeleeuwen was het begrip "hanen lubben" gebruikelijk, evenals "lubber" voor het beroep van castreur. Een geoefend castreur kan tot 200 castraties per uur uitvoeren.

### Techniek
De castratietechniek wordt bepaald door de typische anatomie van mannelijke vogels, waarbij de teelballen zich in de retroperitoneale ruimte, dat wil zeggen aan de rugzijde buiten de buikholte, naast de nieren bevinden. 
- Een locale verdoving wordt facultatief onder of in de huid geïnjiceerd.
- Een snede in de huid wordt geplaatst tussen de twee achterste ribben (aan de kant van de wervelkolom), die dan gespreid worden.
- (a) Beide teelballen worden verwijderd door één snede, bij zeer jonge dieren door een draaiende beweging met een speciaal haakje.
- (b) De teelballen worden door twee sneden verwijderd, één in de linker en één in der rechter flank
- Hierna wordt de huid weer gesloten.[7]

## Consumptie
Het vlees van gecastreerde hanen wordt gewaardeerd vanwege de malsheid, die veroorzaakt wordt door een toename van het vet in de spieren (overigens zonder toename van overige vetgehalte). Doordat ook de agressie tussen de gecastreerde dieren afneemt is het mogelijk grote groepen hanen bij elkaar vet te mesten. De kapoen is in België, Frankrijk, Groot-Brittannië, Italië en op het Iberisch Schiereiland een traditioneel feestgerecht en wordt vooral in de decembermaanden bij speciale gelegenheden genuttigd. In Nederland worden kapoenen bij minimale afzetmarkt vrijwel niet aangeboden.

### Kalkoen als vervanger van de kapoen
De traditie om met Kerstmis een kalkoen te nuttigen komt voort uit het traditionele gebruik van een kapoen. Aangezien een kapoen een vrij dure vleessoort was en een kalkoen op zeer gelijkaardige wijze kan worden bereid, is in de loop van de 20ste eeuw de gewoonte ontstaan op Kerstavond of Kerstdag kalkoen te eten.

## Endocrinologie

Moleculaire structuur van testosteron

De door het wegvallen van de testosteronproductie veroorzaakte veranderingen bij de haan zijn
- verminderde agressie (hanen gaan gevechten met andere hanen automatisch uit de weg),
- verlies van de hanenkraai en
- typisch hennengedrag, zoals de bescherming en verzorging van kuikens.

In een van de eerste en beroemdste experimenten der endocrinologie door Arnold Adolf Berthold in 1848 bewees hij de aanwezigheid van hormonen, door de reactie van hanen op castratie en het later opnieuw implanteren van teelbalweefsel. Deze hanen verloren na de eerste operatie genoemde kenmerken, die na de tweede operatie terugkeerden.

## Rol binnen de pluimveeproductie
Wereldwijd bestaan grote verschillen in de productie van kapoenen, ook binnen Europa. Terwijl in Nederland en Duitsland de hanencastratie door de wetgeving niet mogelijk is, worden in Italië jaarlijks circa 800.000 kapoenen gefokt. Er wordt in de pluimveeteelt en landbouwwetenschap een potentiële rol gezien voor de hanencastratie om de vernietiging van mannelijke eendagskuikens van legkippen te vermijden.

## Overig gebruik van het begrip "kapoen"

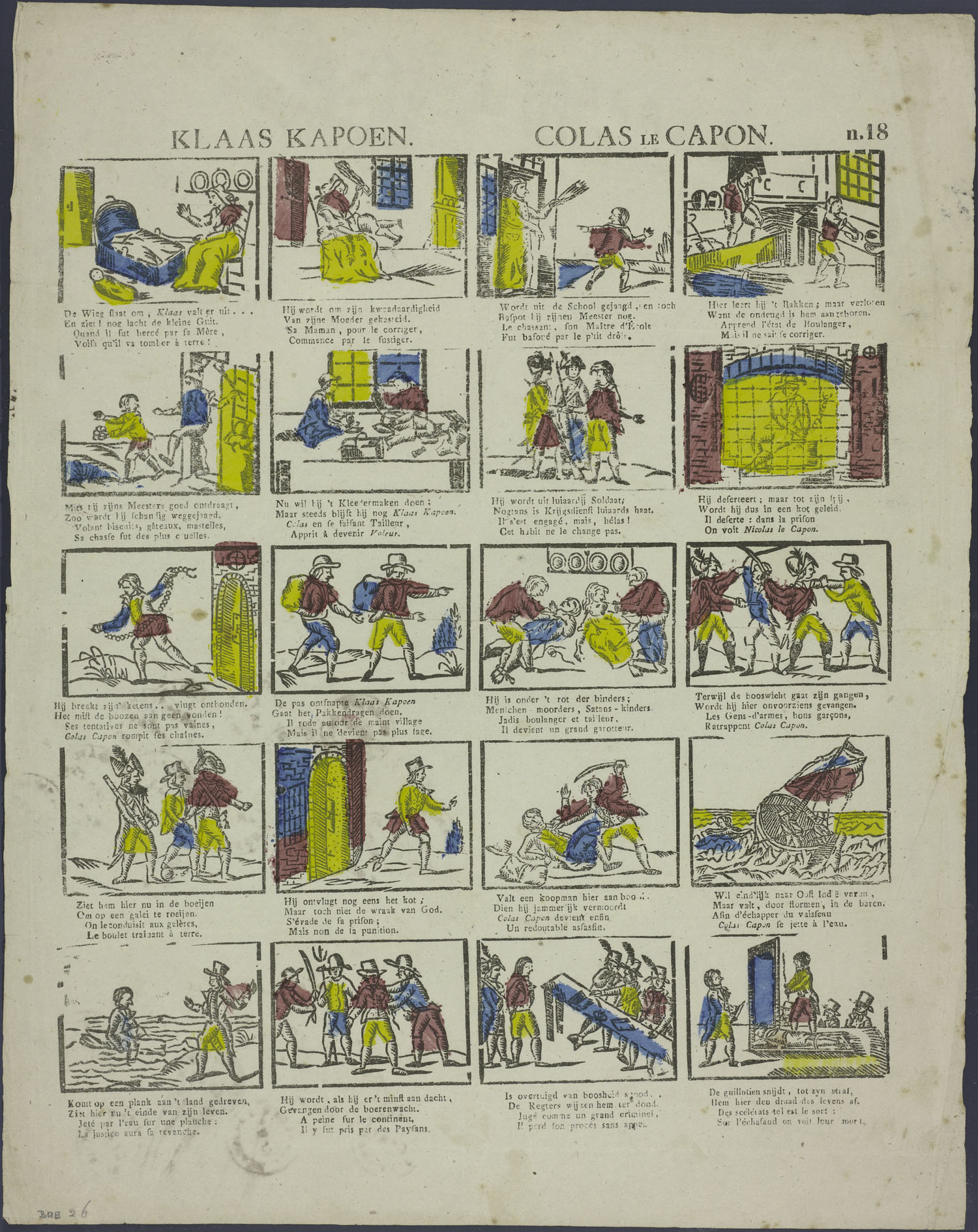
Het leven van Klaas Kapoen op een negentiende-eeuwse centsprent.

- Een kapoen was in de 19e eeuw een scheldwoord. Klaas Kapoen was een bekend (fictief) figuur die veel voorkwam in spotprenten. Klaas Kapoen wordt in de verhalen van school gestuurd, ontslagen bij zijn baas. Van kwaad tot erger belandt hij in de gevangenis. Maar eenmaal vrij slaat hij aan het moorden en ten slotte belandt hij onder de guillotine.
- Op de een of andere manier is de naam van Klaas Kapoen overgegaan naar Sinterklaas kapoentje. Dat een bisschop celibatair leeft en dus geen seksueel leven heeft net als een kapoen, zal hebben bijgedragen aan de associatie, maar belangrijker is waarschijnlijk dat "schoentje" rijmt op kapoentje.
- Daarnaast is kapoen of kapoentje de benaming voor het lieveheersbeestje in bepaalde streektalen. De haantjes in de biologie zijn een groep van vegetarische bladkevers, met elk hun eigen waardplant, maar in het spraakgebruik staat haantjes vaak voor kleine kevers in het algemeen, waaronder het lieveheersbeestje.
- In Vlaanderen staat kapoen ook voor kwajongen, vandaar de benaming van de jongste leeftijdsgroep bij de scouts.